# Sebaa
Sebaa là một đô thị thuộc tỉnh Adrar, Algérie. Dân số thời điểm năm 2002 là 1.989 người.